# Abdullah I av Jordanien
Abdullah I av Jordanien (Abdullah Ibn Hussein), född 2 februari 1882 i Mecka, död 20 juli 1951 i Östra Jerusalem, var emir (regent) av Transjordanien från 1921 och kung av Jordanien från 1946 till sin död.

## Biografi
Abdullah tillhörde den hashimitiska ätten och var son till kungen av Hijaz, Hussein ibn Ali i Mekka.
Han samarbetade med den brittiske motståndsledaren Lawrence av Arabien under den arabiska revolten under första världskriget. 
Den 21 april 1921 utsågs han till emir av Transjordanien, under brittisk överhöghet. Han blev 1946 kung av Transjordanien , som han vid införlivandet av Västbanken, efter det arabisk-israeliska kriget 1948-1949, ändrade till Hashimitiska kungariket Jordanien.
Den 20 juli 1951 reste han till Jerusalem tillsammans med sin sonson, Hussein av Jordanien, för att som vanligt uträtta fredagsbönen i den heliga Al Aqsa-moskén, när plötsligt en man rusade fram och sköt med en revolver mot kungen och hans sonson. Kung Abdullah dog omedelbart men den kula som var avsedd för Hussein studsade mot en medalj som han nyligen erhållit av sin farfar.
Åtta personer arresterades för dådet, och fyra av dem avrättades. De två huvudansvariga för mordkomplotten, Musa Husain och överste Abdallah Tell, tidigare militärguvernör i Jerusalem, lyckades dock undkomma till Egypten. 
Han efterträddes av sin äldste son, Talal av Jordanien.